# Alloformica obscurior
Alloformica obscurior är en myrart som beskrevs av Gennady M. Dlussky 1990. Alloformica obscurior ingår i släktet Alloformica och familjen myror. Inga underarter finns listade i Catalogue of Life.